# Cantón de Ploubalay
El cantón de Ploubalay era una división administrativa francesa, que estaba situada en el departamento de Costas de Armor y la región de Bretaña.

## Composición
El cantón estaba formado por ocho comunas:
- Lancieux
- Langrolay-sur-Rance
- Pleslin-Trigavou
- Plessix-Balisson
- Ploubalay
- Saint-Jacut-de-la-Mer
- Trégon
- Tréméreuc

## Supresión del cantón de Ploubalay
En aplicación del Decreto nº 2014-150 de 13 de febrero de 2014, el cantón de Ploubalay fue suprimido el 22 de marzo de 2015 y sus 8 comunas pasaron a formar parte; siete del nuevo cantón de Pleslin-Trigavou y una del nuevo cantón de Plancoët.